# Beatriz de Suabia
Beatriz de Suabia (bautizada como Isabel) (1205-Toro, 1235) fue una noble alemana, reina consorte de Castilla y de León entre 1220 y 1235 por su matrimonio con Fernando III de Castilla. 
Era la cuarta hija de Felipe, duque de Suabia y Rey de romanos, y de Irene Ángelo, nacida esta de Isaac II Ángelo, emperador de Constantinopla.

## Biografía
A la muerte de sus padres permaneció bajo la tutela de su primo Federico II, Sacro Emperador Romano Germánico, un hombre excepcional, muy amante y protector de la cultura y muy culto él mismo, que le inculcó ese mismo amor que trasmitiría a sus hijos; este dio su autorización para su matrimonio con Fernando III, en esos momentos rey de Castilla y años más tarde también rey de León. La boda se celebró el 30 de noviembre de 1219 en la Catedral de Burgos. El cronista Rodrigo Ximénez de Rada, nada proclive a los epítetos, la describe como optima, pulchra, sapiens et pudica («buenísima, bella, sabia y modesta»). Su hijo Alfonso X el Sabio le dedicó un elogio en una de sus Cantigas (la 256, en la que es curada milagrosamente por la Virgen) y en la catedral de Burgos se conserva una escultura del siglo XIII que la representa.
Aunque fue bautizada como Isabel, en Castilla adoptó el nombre de su hermana mayor, Beatriz, la emperatriz del Sacro Imperio Romano Germánico,  que había muerto en 1212. Beatriz fue reina consorte  de ambos reinos hasta su muerte. De dicha unión nacieron:
- Alfonso X el Sabio (1221-1284), rey de Castilla y León tras la muerte de su padre Fernando III. Contrajo matrimonio con Violante de Aragón, hija de Jaime I de Aragón.
- Fadrique de Castilla (1224-1277). Fue ejecutado en 1277 por orden de su hermano el rey Alfonso.
- Fernando de Castilla (1225-1248). Falleció durante la conquista de Sevilla, en 1248.
- Leonor de Castilla (n. 1226), falleció en su juventud.
- Berenguela (1228-1279). Fue monja en el monasterio de Santa María la Real de las Huelgas en Burgos, donde recibió sepultura.
- Enrique de Castilla el Senador (1230-1303). Después de su estancia en Túnez, fue nombrado Senador de Roma por el papa Clemente IV.
- Felipe de Castilla (1231-1274). Arzobispo de Sevilla.
- Sancho de Castilla (1233-1261). Arzobispo de Toledo y Sevilla.
- Manuel de Castilla (1234-1283), señor de Villena, Escalona, Peñafiel, Elche, Santa Olalla, Agreda, Roa, Cuéllar, Chinchilla, Aspe y Beas.
- María (1235-1235), sepultada en la Colegiata de San Isidoro de León.

## Sepultura

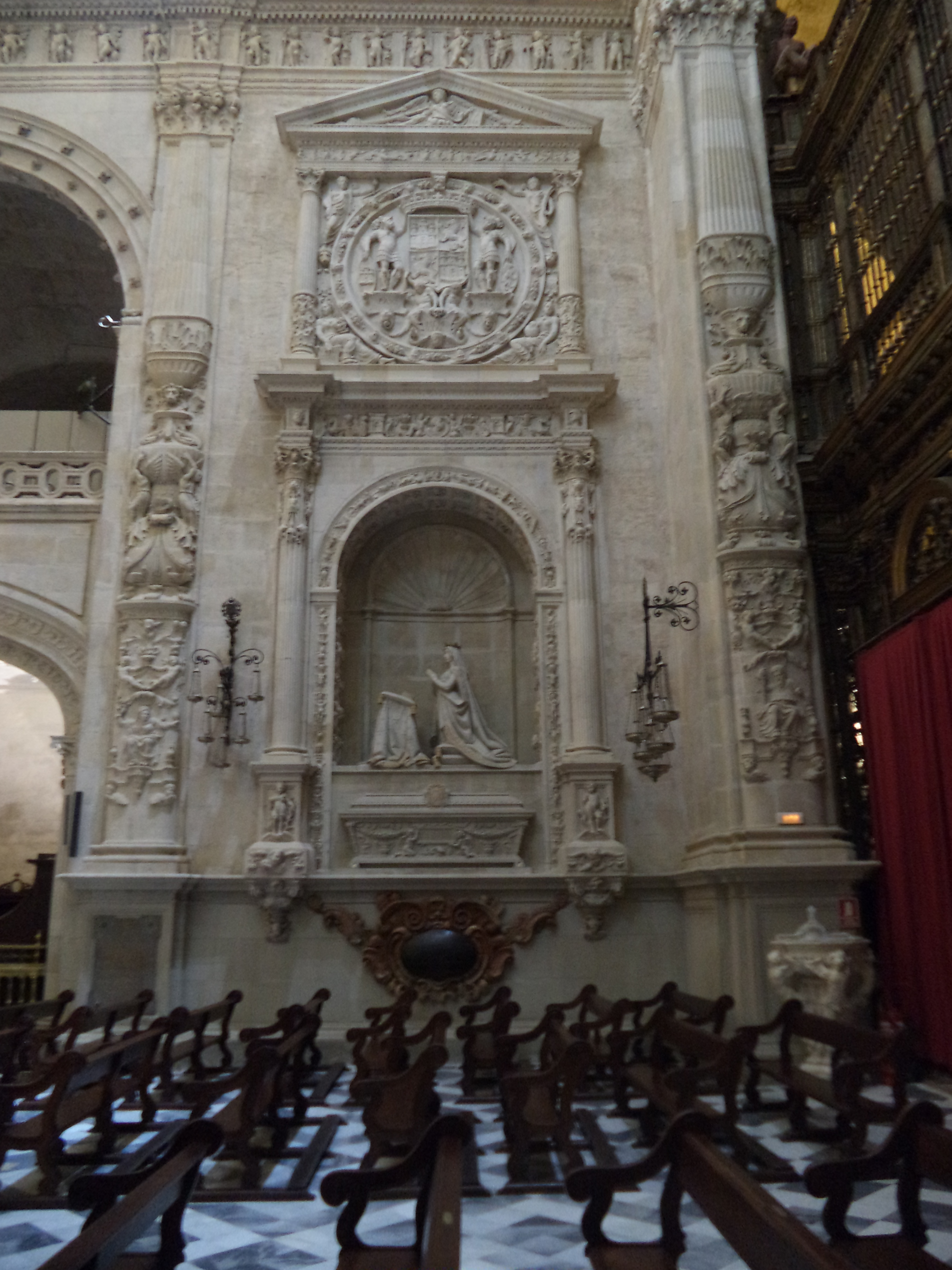
Sepulcro de la reina Beatriz de Suabia, esposa de Fernando III el Santo y madre de Alfonso X el Sabio. Capilla Real de la Catedral de Sevilla.

La reina Beatriz de Suabia murió en Toro el 5 de noviembre de 1235 a los 30 años. Su muerte estuvo relacionada probablemente con su último parto, el de su hija María, o incluso murió después de dar a luz. A su muerte, su cadáver recibió sepultura en el monasterio de Santa María la Real de Las Huelgas en Burgos, en un sepulcro colocado junto al del rey Enrique I de Castilla. Su hijo, Alfonso X el Sabio, ordenó que sus restos mortales fueran trasladados a la Catedral de Sevilla en 1279, donde reposaban los restos mortales de Fernando III.
En 1948, con motivo del séptimo centenario de la conquista de la ciudad de Sevilla por Fernando III, que capituló en 1248, se construyó el sepulcro actual de la reina Beatriz de Suabia, que se encuentra situado en el lado de la Epístola de la Capilla Real de la Catedral de Sevilla.
La estatua orante de la reina Beatriz de Suabia, realizada en piedra y alabastro, representa a la reina en su juventud, llevando toca y corona. En su manto aparecen esculpidos castillos y leones. El resto del mausoleo de la reina es idéntico al de su hijo Alfonso X el Sabio, situado enfrente de él. El mausoleo está formado por dos cuerpos superpuestos, que se encuentran flanqueados por columnas en los extremos. El primer cuerpo contiene la urna donde reposan los restos mortales de la reina Beatriz de Suabia, en cuyo frontal hay una cartela donde se lee "Beatriz de Suabia". El segundo cuerpo del mausoleo, rematado por un frontón, lo ocupa un medallón circular en el que aparece colocado el escudo del reino de Castilla y León.
En la primitiva Capilla Real de la Catedral de Sevilla había una estatua que representaba a la reina en posición sedente, que se hallaba situada ante la imagen de la Virgen de los Reyes, y a su lado izquierdo. También estaban presentes en la capilla las imágenes sedentes de Fernando III, rey de Castilla, y de Alfonso X, sepultados allí. En 1356, Pedro I de Castilla, tataranieto de Alfonso X el Sabio, despojó las imágenes de Alfonso X y de su madre, la reina Beatriz de Suabia, de todos los metales preciosos y piedras preciosas que las adornaban.
| Predecesor: Mafalda de Portugal    | Reina consorte de Castilla 1220-1235 | Sucesor: Juana de Danmartín |
| Predecesor: Berenguela de Castilla | Reina consorte de León 1220-1235     | Sucesor: Juana de Danmartín |